# Liêu Đông (tỉnh)
Liêu Đông (giản thể: 辽东省; phồn thể: 遼東省) là một tỉnh cũ tại Cộng hòa Nhân dân Trung Hoa. Tỉnh được Chính phủ Nhân dân Đông Bắc phê chuẩn thành lập vào ngày 21 tháng 4 năm 1949. Địa giới tỉnh Liêu Đông nay thuộc các địa cấp thị Đại Liên, Đan Đông, Dinh Khẩu của tỉnh Liêu Ninh. Tỉnh lị Liêu Đông đặt tại thành phố An Đông (nay là Đan Đông).
Tỉnh Liêu Đông được hình thành trên cơ sở hợp nhất tỉnh An Đông và Liêu Ninh trước đó. Ngày 1 tháng 5 cùng năm, chính phủ Nhân dân tỉnh Liêu Đông được thành lập tại An Đông, chủ tịch tỉnh là Lưu An Ba. Ngày 19 tháng 6 năm 1954, chính phủ Nhân dân Trung ương phê chuẩn giải thể tỉnh Liêu Đông, Liêu Tây và sáp nhập hai tỉnh này thành tỉnh Liêu Ninh mới. Tuy nhiên, 11 huyện Đông Phong, Tây An, Hải Long, Thông Hóa, Liễu Hà, Huy Nam, Tĩnh Vũ, Phủ Tùng, Trường Bạch, Lâm Giang, Tập An và hai thành phố Thông Hóa và Liêu Nguyên của tỉnh Liêu Đông được chuyển sang tỉnh Cát Lâm mới quản lý.